# 西摩 (印第安纳州)
西摩（英語：Seymour）是美国印第安纳州杰克逊县的一座城市，面积28.1平方公里。根据2000年美国人口普查，共有18,101人，其中白人占93.4%、亚裔美国人占1.43%、非裔美国人占1.02%。
西摩因处在美国东西南北铁路主动脉的交汇处，因而被称为“美国的十字路口（Crossroads of America）”。